# Haltūshān
Haltūshān (persiska: هَلتوشان, هلتوشان) är en ort i Iran.   Den ligger i provinsen Kurdistan, i den nordvästra delen av landet, 400 km väster om huvudstaden Teheran. Haltūshān ligger 1 659 meter över havet och antalet invånare är 113.
Terrängen runt Haltūshān är huvudsakligen kuperad, men åt nordväst är den bergig.Runt Haltūshān är det ganska tätbefolkat, med 65 invånare per kvadratkilometer. Närmaste större samhälle är Kāmyārān, 13,6 km söder om Haltūshān. Trakten runt Haltūshān består i huvudsak av gräsmarker.